# Torri Huske
Torri Huske (n. 7 decembrie 2002, Virginia, SUA) este o înotătoare americană, medaliată olimpică. A participat la 2 ediții ale Jocurilor Olimpice (2020, 2024) în care a câștigat o medalie de aur și două medalii de argint.